# Liu Cixin
Liu Cixin (vereenvoudigd Chinees: 刘慈欣; traditioneel Chinees: 劉慈欣; pinyin: Liú Cíxīn) (Yangquan, 23 juni 1963) is een Chinees schrijver van sciencefictionboeken en -verhalen.

## Biografie
Liu Cixin werd in 1963 geboren in Yangquan, Shanxi. De ouders van Liu werkten in een mijn in Shanxi. Naar aanleiding van de onrust en het geweld tijdens de Culturele Revolutie werd hij naar het voorouderlijk huis in Luoshan, Henan gestuurd. Liu studeerde in 1988 af aan de North China University of Water Conservancy and Electric Power (NCWU). Na zijn studies werkte hij als computeringenieur bij een energiecentrale in de provincie Shanxi.

### Carrière
Liu wordt bestempeld als de eerste Chinese cyberpunk-auteur na de publicatie van zijn debuutroman China 2185, in 1989. De Britse auteurs George Orwell en Arthur C. Clarke worden door Liu genoemd als zijn belangrijkste literaire invloeden. Het bekendste werk van Liu, The Three-Body Problem, werd in 2007 gepubliceerd (de eerste roman in de Remembrance of Earth's Past-trilogie). De roman won verschillende prijzen waaronder de Hugo Award voor beste roman. Liu was daarmee de eerste Aziatische auteur die deze prijs won. Death's End (2010), het derde deel van de trilogie werd ook genomineerd voor de Hugo Award voor beste roman en won de Locus Award voor beste sf-roman.
In 2015 werd door YooZoo Pictures begonnen met de verfilming van The Three-Body Problem maar de première, gepland voor 2017, werd voor onbepaalde tijd uitgesteld. Amazon toonde in 2018 interesse voor de adaptatie maar de Chinese productiemaatschappij gaf de filmrechten voor de trilogie niet vrij. Op 5 februari 2019 ging de film The Wandering Earth in première, die gebaseerd was op het gelijknamige korte verhaal uit 2000 van Liu Cixin. De film werd uitgebracht door Netflix en bracht wereldwijd bijna 700 miljoen US$ op.

### Privéleven
Liu is getrouwd en heeft een dochter. De politieke opvattingen van Liu sluiten nauw aan bij die van de Chinese regering. In een interview in 2019 in The New Yorker uitte hij zijn ondubbelzinnige steun voor het beleid zoals de heropvoedingskampen in Xinjiang en de eenkindpolitiek.

### Romans
- China 2185 (中国2185) (1989)
- The Devil's Bricks (魔鬼积木) (2002)
- The Era of Supernova (超新星纪元) (2003)
- Ball Lightning (球状闪电) (2004)
- Remembrance of Earth's Past-trilogie:
  - Het drielichamenprobleem (The Three-Body Problem) (三体) (2007)
  - Het donkere woud (The Dark Forest) (黑暗森林) (2008)
  - Het einde van de dood (Death's End) (死神永生) (2010)

### Korte verhalen
1999
- The Whale's song (鲸歌) (Science Fiction World)
- With Her Eyes (带上她的眼睛) (Science Fiction World)
- 微观尽头 (Science Fiction World)
- 宇宙坍缩 (Science Fiction World)

2000
- Inferno (地火) (Science Fiction World)
- The Wandering Earth (流浪地球) (Science Fiction World)

2001
- The Rural Teacher (乡村教师) (Science Fiction World)
- Full Spectrum Barrage Jamming (全频带阻塞干扰) (Science Fiction World)
- The Micro-Age (微纪元) (Science Fiction World)
- 混沌蝴蝶

2002
- Devourer (吞食者) (Science Fiction World)
- Sea of Dreams (梦之海) (Science Fiction World)
- Sun of China (中国太阳) (Science Fiction World)
- 天使时代 (Science Fiction World)
- 朝闻道(Science Fiction World)
- 西洋

2003
- The Glory and the Dream (光荣与梦想) (‘‘Science Fiction World’’)
- The Poetry Cloud (诗云) (‘‘Science Fiction World’’)
- The Longest Fall (地球大炮) (‘‘Science Fiction World’’)
- 思想者 (‘‘Science Fiction World’’)
- 文明的反向扩张 (‘‘Science Fiction World’’)

2004
- Of Ants and Dinosaurs (白垩纪往事)
- The Mirror (镜子) (‘‘Science Fiction World’’)
- 圆圆的肥皂泡

2005
- The Wages of Humanity (赡养人类) (‘‘Science Fiction World’’)
- Taking Care of God (赡养上帝) (‘‘Science Fiction World’’)
- 欢乐颂 (九州幻想）

2006
- Mountain (山) (‘‘Science Fiction World’’)

2010
- Curse 5.0 (太原之恋) (九州幻想)
- 2018年4月1日

2011
- 烧火工 (guokr.com)

2014
- The Circle (圆) (Carbide Tipped Pens: Seventeen Tales of Hard Science Fiction)

2016
- Weight Of Memories (人生)

2018
- Fields of Gold (黄金原野) (Twelve Tomorrows)

## Onderscheidingen (selectie)
| Jaar      | Prijs                                                          | Resultaat   | Werk                                   |
| --------- | -------------------------------------------------------------- | ----------- | -------------------------------------- |
| 2015      | Nebula Award voor beste roman                                  | Genomineerd | 三体 (The Three-Body Problem)          |
| 2015      | Ignotus Award voor buitenlands kort verhaal                    | Genomineerd | ¿Quién cuidará de los dioses?          |
| 2015      | Hugo Award voor beste roman                                    | Gewonnen    | 三体 (The Three-Body Problem)          |
| 2015      | Locus Award voor beste sciencefictionroman                     | Genomineerd | 三体(The Three-Body Problem)           |
| 2015      | Prometheus Award                                               | Genomineerd | 三体 (The Three-Body Problem)          |
| 2015      | John W. Campbell Memorial Award voor beste sciencefictionroman | Genomineerd | 三体 (The Three-Body Problem)          |
| 2016-2017 | Canopus Award                                                  | Genomineerd | 三体 (The Three-Body Problem)          |
| 2017      | Kurd-Laßwitz-Preis for beste buitenlandse sciencefictionroman  | Gewonnen    | 三体 (Die drei Sonnen)                 |
| 2017      | Premio Ignotus voor beste buitenlandse roman                   | Gewonnen    | 三体 (El problema de los tres cuerpos) |
| 2017      | Grand Prix de l'Imaginaire voor beste buitenlandse roman       | Genomineerd | 三体 (Le Problème à trois corps )      |
| 2017      | Hugo Award voor beste roman                                    | Genomineerd | 死神永生 (Death's End)                 |
| 2017      | Locus Award voor beste sciencefictionroman                     | Gewonnen    | 死神永生 (Death's End)                 |
| 2017      | Dragon Award voor beste sciencefictionroman                    | Genomineerd | 死神永生 (Death's End)                 |
| 2018      | Arthur C. Clarke Award for Imagination in Service to Society   | Gewonnen    | De auteur zelf                         |